# 1543 Bourgeois
Bourgeois (asteróide 1543) é um asteróide da cintura principal, a 1,771963 UA. Possui uma excentricidade de 0,3263285 e um período orbital de 1 558,13 dias (4,27 anos).
Bourgeois tem uma velocidade orbital média de 18,36493947 km/s e uma inclinação de 11,0507º.
Esse asteróide foi descoberto em 21 de Setembro de 1941 por Eugène Delporte.